# Anthostoma saprophilum
Anthostoma saprophilum är en svampart som beskrevs av Ellis & Everh. 1887. Anthostoma saprophilum ingår i släktet Anthostoma och familjen Diatrypaceae.   Inga underarter finns listade i Catalogue of Life.